# Mosier, Oregon
Mosier, Oregon (енгл. Mosier) град је у америчкој савезној држави Орегон.

## Демографија
По попису из 2010. године број становника је 433, што је 23 (5,6%) становника више него 2000. године.
| Група             | 2000.       | 2010.       |
| Белци             | 329 (80,2%) | 313 (72,3%) |
| Афроамериканци    | 2 (0,5%)    | 1 (0,2%)    |
| Азијати           | 0 (0,0%)    | 5 (1,2%)    |
| Хиспаноамериканци | 58 (14,1%)  | 97 (22,4%)  |
| Укупно            | 410         | 433         |